# فهرست متحد عربی
فهرست متحد عربی (عبری: הַרְשִׁימָה הַעֲרָבִית הַמְאוּחֶדֶת‎؛ عربی: القائمة العربیة الموحدة) از احزاب شهروندان عرب اسرائیل و جناح سیاسی شاخه جنوبی جنبش اسلامی در اسرائیل است. این حزب بخشی از فهرست مشترک بود ولی در ۲۸ ژانویه ۲۰۲۱ آن را ترک کرد.